# Djalma Dias
Djalma Pereira Dias Júnior meglio noto solo come Djalma Dias (Rio de Janeiro, 21 agosto 1939 – 1º maggio 1990) è stato un calciatore brasiliano, di ruolo difensore.

## Carriera

### Club
Ha sempre giocato in massima serie con América, Palmeiras, Atlético Mineiro, Santos e Botafogo.

### Nazionale
Ha giocato in Nazionale dal 1962 al 1969.